# Saint-Cirgues-de-Jordanne
Saint-Cirgues-de-Jordanne é uma comuna francesa na região administrativa de Auvérnia-Ródano-Alpes, no departamento de Cantal. Estende-se por uma área de 16,58 km². Em 2010 a comuna tinha 148 habitantes (densidade: 8,9 hab./km²).